# Ariadne Oliver
Ariadne Oliver es un personaje de ficción creado por la escritora inglesa Agatha Christie. A pesar de su poca popularidad, pudo ser uno de los personajes más entrañables para la autora. El libro donde su aparición es más sobresaliente es El misterio de Pale Horse.

## Personalidad
Ariadne Oliver escribe novelas de misterio y siempre trata de ayudar al detective belga Hércules Poirot. Sin embargo, su tan cacareada "intuición femenina" a menudo le lleva a conclusiones erróneas. Por lo tanto, funciona más como ayuda en las investigaciones. Entre sus características más destacadas está su pasión de las manzanas. Su primera aparición no fue en un libro de Hércules Poirot sino en el libro Parker Pyne investiga, donde colabora con el detective Parker Pyne en uno de sus casos. En sus libros, creó el detective finlandés Sven Hjerson, del que siempre se queja. Esto es visto como un reflejo de lo que piensa Agatha Christie de su investigador Poirot, así como la reflexión sobre su propia obra y persona. Es fácil detectar que Ariadne se comporta como el alter ego de Christie.

## Novelas en las que aparece
- Parker Pyne investiga (1934)
- Cartas sobre la mesa (1936)
- La señora McGinty ha muerto (1952)
- El templete de Nasse-House (1956)
- El misterio de Pale Horse (1961)
- La tercera muchacha (1966)
- Las manzanas (1969)
- Los elefantes pueden recordar (1972)